# Bahía de Ushuaia
La bahía de Ushuaia se ubica en la Isla Grande de Tierra del Fuego, jurisdicción de la Provincia de Tierra del Fuego, Antártida e Islas del Atlántico Sur, Argentina.
Etimológicamente Ushuaia viene de la lengua de los yaghanes o yámanas, sus primeros habitantes, y quiere decir "bahía que penetra hacia el poniente".
En el muelle Orión de la bahía de Ushuaia está la Estación Mareográfica del Servicio de Hidrografía Naval de la Armada argentina.
En sus orillas se encuentra la ciudad de Ushuaia, sobre la margen septentrional del canal Beagle, en el fondo de la amplia bahía de Ushuaia (que forma el canal allí hacia el oeste).